# Eliza Schneider
Elizabeth Jane Schneider, detta Eliza (3 febbraio 1978), è un'attrice, doppiatrice, dialettologa e cantautrice statunitense.

## Biografia
Figlia del padre tedesco e della madre avvocata ebrea nativa americana, trascorse i suoi primi anni in una riserva Chippewa con i due fratelli maggiori. Suo padre era un insegnante di teatro e di matematica della Scuola Superiore delle Arti di Rochester, nello stato di New York, dove lei si diplomò.
Partecipò inoltre a un programma di teatro della Northwestern University's National High School Institute. Dedicò la sua tesi scolastica allo studio dei dialetti regionali.
Dopo il suicidio di Mary Kay Bergman del 1999, Eliza doppiò le voci femminili di South Park assieme a Mona Marshall. Fece questo lavoro fino al 2003, quando smise a causa di diverse lamentele riguardanti il suo contratto di lavoro. Dal 2003 venne quindi rimpiazzata da April Stewart.

## Doppiaggi
- Pirati dei Caraibi: La leggenda di Jack Sparrow (videogioco) (2006) - Elizabeth Swann
- Kingdom Hearts II (2006) -- Elizabeth Swann
- Shadow Complex (2009) -- Clair
- Assassin's Creed II (2009) -- Rebecca Crane
- Alice in Wonderland (film 2010) - La Regina Bianca
- Blade Kitten (2010) -- Justice Kreel, Terra-Gin
- Assassin's Creed: Brotherhood (2010) -- Rebecca Crane
- Assassin's Creed: Revelations (2011) -- Rebecca Crane
- Assassin's Creed III (2012) -- Rebecca Crane

## Voci dei personaggi
- South Park
  - Wendy Testaburger
  - Sharon Marsh
  - Liane Cartman
  - Shelley Marsh
  - Mayor McDaniels
  - Principal Victoria
  - Mrs. Crabtree
  - Carol McCormick
  - Estella
- Popzilla
  - Gisele Bündchen
  - Tori Spelling
  - Michelle Obama
  - Britney Spears
  - Beyonce
  - Ugandan Adoption Agent
  - Heidi Klum